# Tlenek chromu(VI)
Tlenek chromu(VI) (bezwodnik chromowy), CrO3 – nieorganiczny związek chemiczny z grupy tlenków kwasowych, w którym chrom występuje na VI stopniu utlenienia.
W temperaturze pokojowej występuje w postaci ciemnoczerwonych, higroskopijnych kryształów, płatków lub proszku. Jego gęstość wynosi 2,7 g/cm³, a temperatura topnienia 196–197 °C. Powyżej tej temperatury jest lotny. Wrze z rozkładem w temperaturze około 250 °C. Z wodą daje kwas chromowy.
Można go otrzymać w reakcji stężonego kwasu siarkowego ze stężonym roztworem dichromianu potasu lub sodu:
K2Cr2O7 + H2SO4 → K2SO4 + 2CrO3↓ + H2O
Tlenek chromu(VI) ma charakter kwasowy. Dobrze rozpuszcza się w wodzie z wytworzeniem istniejącego tylko w roztworze żółtego kwasu chromowego. Rozpuszczony w małej ilości wody daje pomarańczowe polikwasy.
Jest silnym utleniaczem. Reaguje z suchym amoniakiem według równania:
2CrO3 + 2NH3 → Cr2O3 + N2 + 3H2O
Powoduje także łagodne utlenianie rozcieńczonego alkoholu:
2CrO3 + 3C2H5OH → Cr2O3 + 3CH3CHO + 3H2O

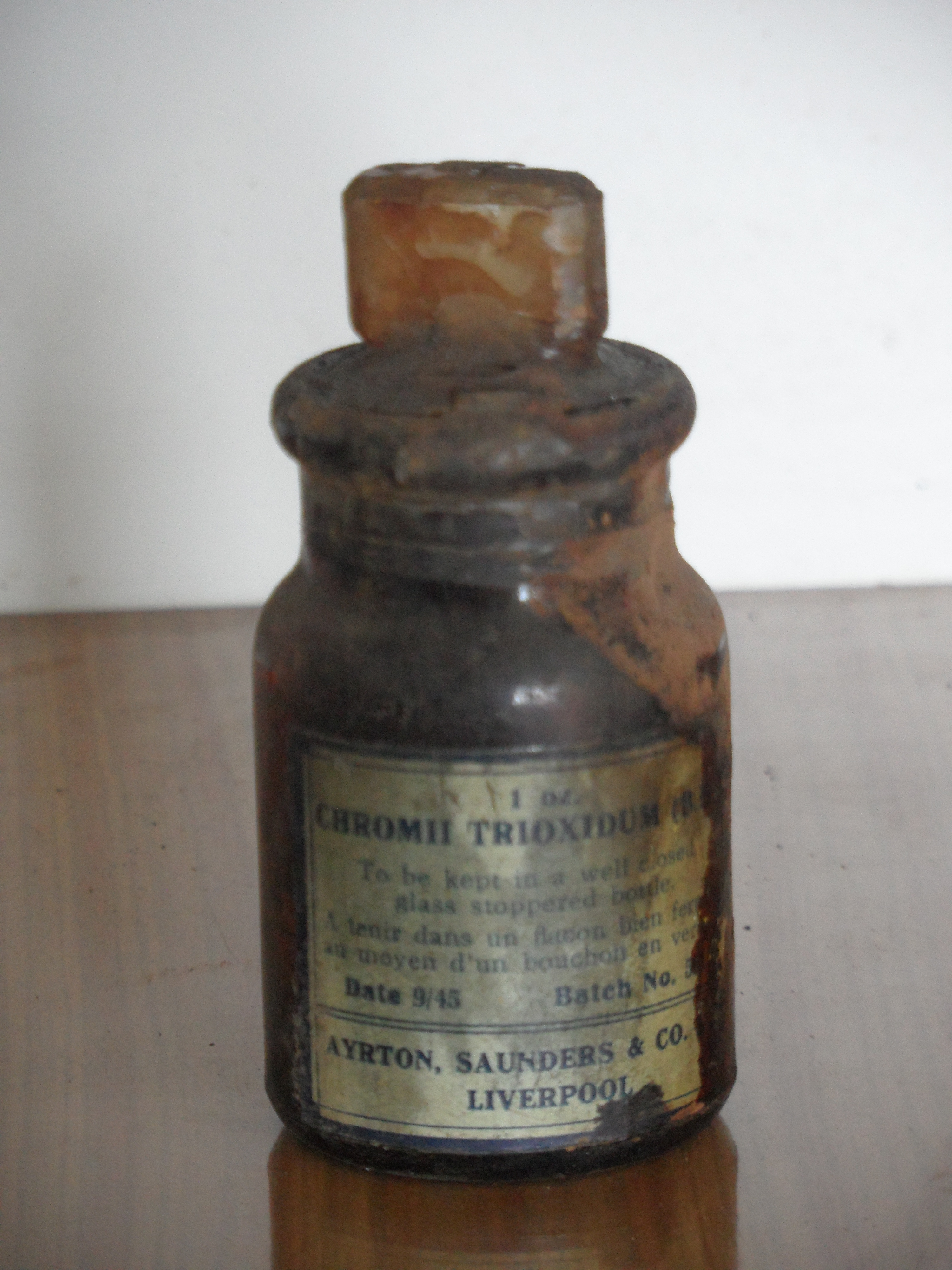
Trójtlenek chromu produkcji brytyjskiej, lata 40.

Tlenek chromu(VI) jest silnie toksyczny. LD50 dla myszy wynosi 29 mg/kg. Działa drażniąco na skórę i błony śluzowe, jak wszystkie związki chromu(VI) jest najprawdopodobniej rakotwórczy.